# Liste der denkmalgeschützten Objekte in Hrádek nad Nisou
Grundlage dieser Liste der denkmalgeschützten Objekte in Hrádek nad Nisou ist die ÚSKP-Liste (Ústřední seznam kulturních památek České republiky, deutsch Zentrale Liste der Kulturdenkmäler der Tschechischen Republik), die von der tschechischen Denkmalschutzbehörde NPÚ (Národní památkový ústav, deutsch Nationale Denkmalbehörde) seit 1987 geführt wird und an die seit dem Jahr 1850 geschaffenen Listen anschließt.

## Denkmalgeschützte Objekte in Hrádek nad Nisou nach Ortsteilen

### Hrádek nad Nisou(Grottau)
| Lage                                             | Objekt                 | Beschreibung | ÚSKP-Nr.                  | Bild               |
| ------------------------------------------------ | ---------------------- | --- | ------------------------- | ------------------ |
| Hrádek nad Nisou, Kostelní (Standort)            | Bartholomäuskirche     | Kirche des hl. Bartholomäus, Einfriedungsmauer mit Grabsteinen, Kapelle, Kreuzwegstationen I bis XIV, Statuen des hl. Johannes von Nepomuk, hl. Johannes des Täufers, hl. Josefs und des hl. Erzengels Michael. | 16191/5-4303 Info Katalog | weitere Bilder     |
| Hrádek nad Nisou, Liberecká 76 (Standort)        | Pfarrhaus              | Pfarrhaus | 29698/5-4308 Info Katalog | Pfarrhaus          |
| Hrádek nad Nisou, Horní náměstí 85 (Standort)    | Haus Nr. 85            | Stadthaus | 45493/5-4307 Info Katalog | Haus Nr. 85        |
| Hrádek nad Nisou, Žitavská 86 (Standort)         | Haus Nr. 86            | Stadthaus | 23760/5-4304 Info Katalog | Haus Nr. 86        |
| Hrádek nad Nisou, Žitavská 93 (Standort)         | Haus Nr. 93            | Stadthaus | 34073/5-4311 Info Katalog | Haus Nr. 93        |
| Hrádek nad Nisou, Horní náměstí 109 (Standort)   | Haus Nr. 109           | Stadthaus | 41582/5-4312 Info Katalog | Haus Nr. 109       |
| Hrádek nad Nisou, Horní náměstí 110 (Standort)   | Haus Nr. 110           | Stadthaus | 22597/5-4313 Info Katalog | Haus Nr. 110       |
| Hrádek nad Nisou, Horní náměstí 123 (Standort)   | Haus Nr. 123           | Stadthaus | 18394/5-4309 Info Katalog | Haus Nr. 123       |
| Hrádek nad Nisou, Horní náměstí 124 (Standort)   | Haus Nr. 124           | Stadthaus | 19467/5-4310 Info Katalog | Haus Nr. 124       |
| Hrádek nad Nisou, Gen. Svobody 67 (Standort)     | Ehem. Textilfabrik     | Ehem. Textilfabrik, jetzt Wohnhaus | 19336/5-4306 Info Katalog | Ehem. Textilfabrik |
| Hrádek nad Nisou, Gen. Svobody 65, 66 (Standort) | Ehem. Textilfabrik     | Ehem. Textilfabrik, jetzt ruinöse Wohnhäuser. Die Textilmanufaktur „Azyl“ wurde 1723 für die Herstellung von Stoffen, Baumwollstoffen, Strümpfen und Leinwandwaren errichtet. Der Bau wurde vom Gallas´schen Verwalter Elias Ketzler veranlasst. Vermutlich wurde 1812 im Haus Nr. 67 eine Töpferwerkstatt für die Herstellung von Tonflaschen für Lázně Libverda (Bad Libverda) gegründet. Bis 1850 erfolgte die Umwandlung der Gebäude in Wohnungen für die Gutsarbeiter. Ab 1896 diente der Komplex zur Unterbringung von Kindern der Fabrikarbeiter und in der Zwischenkriegszeit als Tschechische Minderheitenschule. Das Gebäude war eines der ältesten erhaltenen Manufakturen in Böhmen. Im Jahr 2006 war es im ruinösen Zustand. | 20977/5-4305 Info Katalog | Ehem. Textilfabrik |
| Hrádek nad Nisou, Václavská 471 (Standort)       | Villa Hermann Schubert | Villa Hermann Schubert, jetzt Stadtbibliothek. Hermann Schubert (1836–1927) war Gründer der Firma Zwirnerei und Nähfadenfabrik Zittau, mit einer Niederlassung in Grottau. | 105834 Info Katalog       | weitere Bilder     |

### Donín(Dönis)
| Lage                                | Objekt         | Beschreibung   | ÚSKP-Nr.                  | Bild           |
| ----------------------------------- | -------------- | -------------- | ------------------------- | -------------- |
| Donín (Hrádek nad Nisou) (Standort) | Skulptur Pietà | Skulptur Pietà | 28197/5-4315 Info Katalog | Skulptur Pietà |

### Horní Sedlo(Paß)
| Lage                                            | Objekt  | Beschreibung | ÚSKP-Nr.                  | Bild    |
| ----------------------------------------------- | ------- | ------------ | ------------------------- | ------- |
| Horní Sedlo, im südl. Teil des Ortes (Standort) | Kapelle | Kapelle      | 19688/5-4314 Info Katalog | Kapelle |

### Václavice(Wetzwalde)
| Lage                     | Objekt             | Beschreibung                                                              | ÚSKP-Nr.                  | Bild               |
| ------------------------ | ------------------ | ------------------------------------------------------------------------- | ------------------------- | ------------------ |
| Václavice 81 (Standort)  | Haus Nr. 81        | Bauernhaus                                                                | 23451/5-4476 Info Katalog | Haus Nr. 81        |
| Václavice 151 (Standort) | Pfarrhaus          | Pfarrhaus, im Ortszentrum am Friedhof                                     | 19611/5-4477 Info Katalog | Pfarrhaus          |
| Václavice 168 (Standort) | Bauernhaus Nr. 168 | Bauernhaus, im Ortszentrum, rechts an der Straße nach Chrastava (Kratzau) | 32435/5-4478 Info Katalog | Bauernhaus Nr. 168 |
| Václavice 91 (Standort)  | Windmühle          | Windmühle in Uhelná (Kohlige), Scholzemühle                               | 47048/5-4479 Info Katalog | weitere Bilder     |